# Stig Åsberg
Stig Åsberg, född 22 oktober 1909 i Baku, Ryssland, död 29 juli 1968 i Nacka, var en svensk grafiker, tecknare och bokillustratör.

## Biografi
Stig Åsberg var son till ingenjören Knut Theodor Åsberg och Stina Olin. Han var gift första gången 1935–1947 med Lisa Evers-Hybinette och andra gången från 1947 med Margot Berggren. Efter att han tillbringat de första barnaåren i Ryssland där pappan arbetade vid Branobel kom han till Sverige 1917 där han först sattes en skola i Stockholm för att senare studera fyra år i Göteborg innan familjen flyttade vidare till Finland och Tallinn. Under vistelsen i Tallinn väcktes hans intresse för teckning och när han på 1920-talet återvände till Stockholm började han göra små skulpturer i plastellina. Han studerade Tekniska skolans aftonkurser 1926–1928 som följdes av en period med fritt bohemliv i en förfallen villa i Rönninge där han odlade sina litterära intressen i rysk litteratur och skräckromantikerna Edgar Allan Poe, E.T.A. Hoffmann samt Falstaff, fakir. Från den lästa texten tecknade han för nöjes skull de bilder som läsupplevelse gav honom. Han studerade en kort tid vid Hjorts och Möllenbergs skulpturskola men sin konstnärliga profil skapade han till största delen på egen hand. Hans teckningar uppmärksammades av avantgardetidskriften Spetrum där han träffade Gunnar Ekelöf 1932 som beskrev den surrealistiska konstformen för honom. Hans parafraser på Ernst Josephsons sjukdomsteckningar antogs för utgivning av tidskriften. Därefter fick han uppdrag att teckna vignetter till Karin Boyes essä Rädslan och livet och följande år helsideteckningar till tidskriften Karavan som redigerades av Artur Lundkvist. Han kom att bli en flitig medarbetare i Karavanen och en vänskap byggdes upp med Lundkvist som ledde till att Åsberg fick illustrera Lundkvists diktsamling Nattens broar 1936.
I samband med sitt giftermål 1935 bosatte han sig i Brostugan vid bron till Mörkö i Södermanland. Den idylliska Södermanländska naturen inspirerade honom till ett mer harmoniskt skapande och han fick ett genombrott som illustratör med tuschteckningarna till Gustav Sandgrens Skymningssagor. Efter lite handledning från Bertil Bull Hedlund började han 1936 utföra torrnålsgrafik men övergick senare till etsning och litografier. Han hade förbluffande lätt för att överföra sina visioner till teckningar och blev på kort tid en av landets främsta grafiker. Han blev känd för sina inträngande naturskildringar, ofta från skärgården, ömsom harmoniska och andaktsfulla, ömsom präglade av ångest inför naturens grymheter.
På relativt kort avstånd från Brostugan levde ett flertal unga konstnärer och författare som kom att umgås och byta idéer bland annat Gustav Sandgren, Josef Kjellgren, Harry Martinson, Gunnar Ekelöf, Erik Asklund och Ivar Lo Johansson.Man påverkade varandra ömsesidigt i denna krets och ett nära samband till Martinsons naturlyrik kan man hitta i Åsbergs grafik. Under 1941 vistades Martinson ett par månader som gäst i Brostugan och efter en viss polemik mot vännens tendens att vända sig mot idyllen skapade Åsberg etsningen Törnskatans offer som kan ses som en våldsprotest. Som naturlyriker utförde han 1941 de grafiska bladen Gräs I och Gräs II där han har återgett en provkarta på skilda grässorter med en känslig teckning och botanisk precision. Under de följande åren fullföljde han mer den traditionella linjen i sin grafik och utförde flera blad för Folket i bilds konstklubb med naturskildringar. Hans större illustreringsuppdrag efter Skymningssagor blev tuschvinjetterna till Svensk naturlyrik som redigerades av Johannes Edfelt 1941 och helsideteckningar till födelsedagskalendern Årets dagar 1941. Följande år genomförde han tillsammans med Martinson en längre cykeltur på Listerlandet i Blekinge i samband med en planerad men aldrig utgiven gemensam resebok. Han anlitades 1943 för att utföra blomstervinjetter till Olof Lagercrantz Dikter från mossen som fullföljdes med tuschillustrationer till Lagercrantz översättning av Izaak Waltons Den fulländade fiskaren 1945. 
1944 träffar han under beredskapstjänst på Gotland Margot Berggren. De gifter sig 1947. 1949 flyttar paret till Finnberget i Nacka där Åsberg bor tills han dör 1968.
Han utförde kanske sitt främsta illustrationsarbete  med tio helsideslavyrer för Sandgrens Trollsländans sagor där han utförde realistiska bilder av småkryp och grässtrån med en utsökt finess i minsta detalj. Året efter illustrerade han andra delen av Skymningssagor och 1947 illustrerade han Frans G. Bengtssons översättning av Henry David Thoreaus Skogsliv vid Walden som följdes av Erik Blombergs redigerade utgåva av En bukett engelsk lyrik 1952. Till Ivar Öhmans antologi Tolv moderna poeter utförde han 1953 ett flertal illustrationer och han utförde dessutom försättsplanscher till Lundkvists Sirénsång 1937, Ekelöfs Färjesång 1941 och Johannes Edfelts Elden och klyftan 1943 samt omslagen till Lundkvists Malinga och flera hundra illustrationer för dags- och tidskrifter, framförallt till Vi och Folket i Bild. Från 1950-talet och framåt tecknade han förlagor till flera frimärken, bland annat Selma Lagerlöf 1958, Nathan Söderblom 1966 (graverad av Arne Wallhorn) samt Gustav VI Adolf 85 år 1967 (graverad av Arne Wallhorn).
Separat ställde han ut på bland annat på Lilla konstsalongen i Malmö 1963 och Kavaletten i Uppsala 1966. Tillsammans med Amadé Barth ställde han ut på Färg och Form i Stockholm 1944 och 1954 visades hans grafik och teckningar tillsammans med verk av Victor Axelson och Axel Nilsson på samma galleri. Tillsammans med Gideon Börje ställde han ut i Örnsköldsvik och Sollefteå 1953 och tillsammans med Helge Franzén på Lorensbergs konstsalong i Göteborg 1963. Han medverkade i Nordiska grafikunionens utställningar i Helsingfors 1939 och Köpenhamn 1962, ett flertal utställningar med Föreningen för grafisk konst och Grafiska sällskapet samt utställningar i Paris, London, Aten, Venedig, USA och Moskva. Han var representerad i Nationalmuseums vandringsutställning Fem grafiker av i dag som visades 1958–1959. Han tilldelades under åren ett flertal stipendium bland annat från Föreningen för grafisk konst 1937, Folket i Bilds grafikstipendium 1953, Boklotteriets illustratörstipendium 1959, Kungafonden 1964 och Statens större arbetsstipendium  1964–1965 och Prins Eugen-medaljen 1955 samt Vasaorden 1963. Han valdes in som ledamot av Konstakademien 1954 och han var medlem i Grafiska sällskapet och Konstnärsklubben i Stockholm.
Åsberg finns representerad på Nationalmuseum, Malmö museum, Norrköpings konstmuseum, H.M. Konung Gustav VI Adolfs samling, Statens museum for Kunst i Köpenhamn, Tessinmuseet i Paris  samt museum i Kanada, England och Italien. 
Göran Martling har skrivit en bok om Åsbergs liv och produktion.
Stig Åsberg är gravsatt i minneslunden på Skogskyrkogården i Stockholm.